# Stazione meteorologica di Montevergine
La stazione meteorologica di Montevergine è la stazione meteorologica di riferimento relativa all'omonima località montana del territorio comunale di Mercogliano.

## Storia

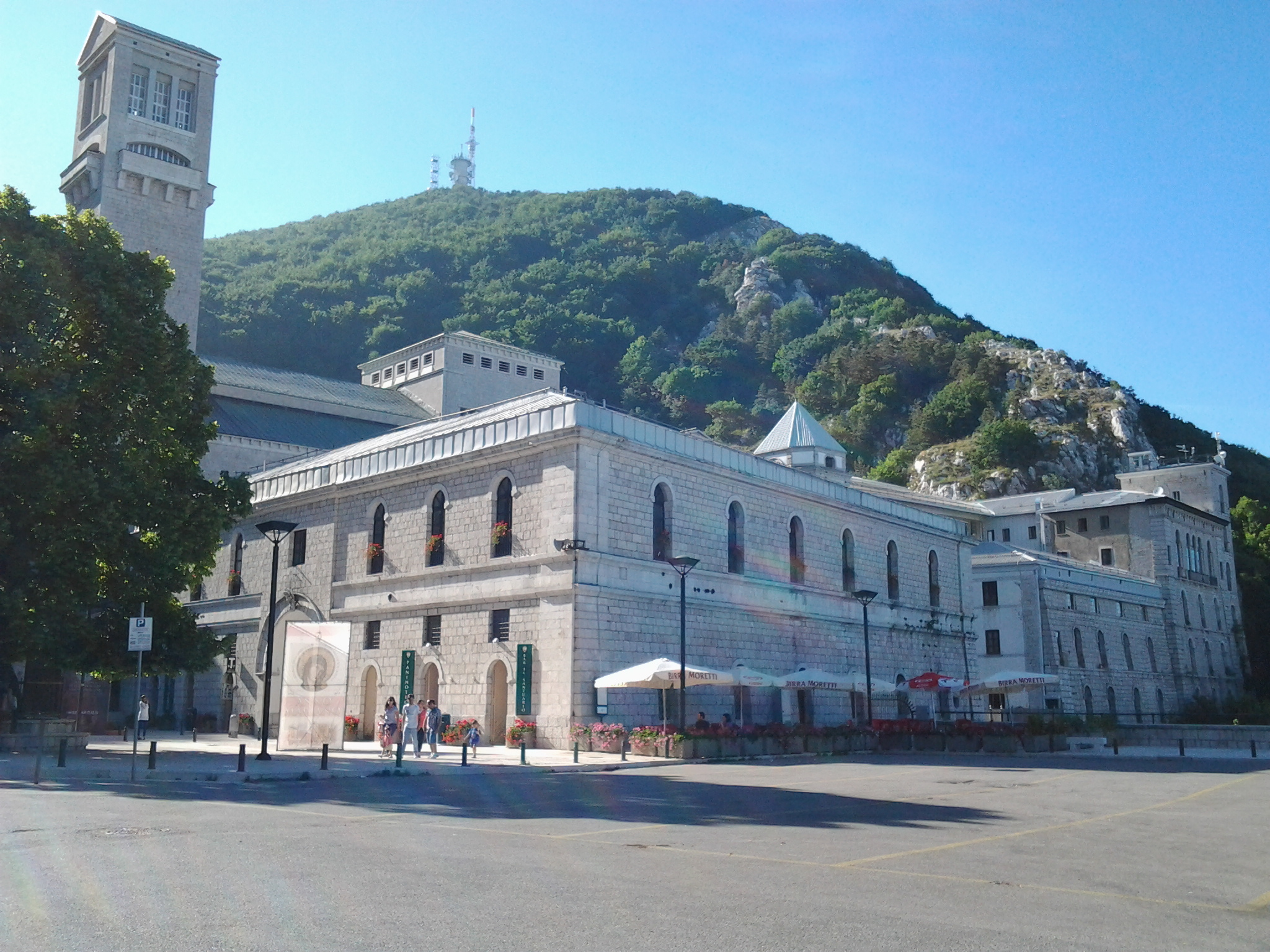
Veduta d'insieme del Santuario di Montevergine, con all'angolo destro la torretta dell'osservatorio meteorologico.

La stazione meteorologica e l'osservatorio vennero istituiti dall'abate Guglielmo De Cesare nel 1884 presso il santuario di Montevergine. La strumentazione dell'osservatorio venne collocata all'interno di una finestra meteorica nei pressi della sommità di una torretta del complesso architettonico. Proprio il giorno di Capodanno del 1884 iniziarono le osservazioni meteorologiche ufficiali, che venivano effettuate all'epoca alle ore 9, 15 e 21 locali e fornite all'Ufficio Centrale di Meteorologia per la loro pubblicazione nei corrispondenti annali.
Nel 1893 l'intera struttura architettonica della torretta venne adibita ad osservatorio meteorologico, mentre nel corso del Novecento i dati registrati dalla stazione termopluviometrica venivano forniti al Ministero dei lavori pubblici per la compilazione degli annali idrologici del compartimento di Napoli, la cui pubblicazione è proseguita fino al 1997; vi è stata tuttavia una sospensione delle osservazioni e delle registrazioni dei dati meteorologici tra il 1965 e il 1968.
Nel frattempo, tra il 1º dicembre 1938 e il 1º settembre 1951 l'osservatorio fece parte della rete di stazioni del Servizio Meteorologico dell'Aeronautica Militare, il cui identificativo è stato il codice WMO 16286; durante questo periodo, soltanto tra il 25 agosto 1943 e il 20 novembre 1944 i dati regolarmente registrati dall'osservatorio meteorologico non sono stati forniti all'Aeronautica Militare a causa degli eventi bellici della seconda guerra mondiale. La stazione in questo periodo era classificata di seconda classe, con orario di servizio tra le ore 3 e le ore 18 UTC.
A seguito della regionalizzazione del Servizio Idrografico e Mareografico Nazionale avvenuta alla fine dello scorso millennio, l'osservatorio meteorologico che nel frattempo si era dotato di strumentazioni automatiche ha proseguito autonomamente le proprie attività.

## Caratteristiche
La stazione meteorologica si trova nell'Italia meridionale, in Campania, in provincia di Avellino, nel territorio comunale di Mercogliano, presso il santuario di Montevergine, a 1.280 metri s.l.m. e alle coordinate geografiche 40°56′11.4″N 14°43′44.97″E.

## Dati climatologici 1981-2010
In base alla media di riferimento dell'ultimo trentennio disponibile 1981-2010, la temperatura media del mese più freddo, febbraio, si attesta a +1,0 °C; quella del mese più caldo, agosto, è di +18,2 °C.
Le precipitazioni medie annue si attestano a 1.607 mm, con minimo relativo in estate, picco massimo in inverno e massimo secondario in autunno.
| Montevergine (1981-2010) | Mesi  | Mesi  | Mesi  | Mesi  | Mesi  | Mesi | Mesi | Mesi | Mesi  | Mesi  | Mesi  | Mesi  | Stagioni | Stagioni | Stagioni | Stagioni | Anno    |
| Montevergine (1981-2010) | Gen   | Feb   | Mar   | Apr   | Mag   | Giu  | Lug  | Ago  | Set   | Ott   | Nov   | Dic   | Inv      | Pri      | Est      | Aut      | Anno    |
| ------------------------ | ----- | ----- | ----- | ----- | ----- | ---- | ---- | ---- | ----- | ----- | ----- | ----- | -------- | -------- | -------- | -------- | ------- |
| T. media (°C)            | 1,4   | 1,0   | 3,3   | 6,4   | 11,4  | 15,0 | 18,0 | 18,2 | 13,9  | 10,4  | 5,8   | 2,4   | 1,6      | 7,0      | 17,1     | 10,0     | 8,9     |
| Precipitazioni (mm)      | 162,8 | 146,4 | 143,8 | 140,0 | 113,2 | 63,8 | 43,7 | 55,6 | 127,2 | 145,1 | 246,2 | 219,2 | 528,4    | 397,0    | 163,1    | 518,5    | 1 607,0 |